# Nemesio Augusto Ráez y Gómez
Nemesio Augusto Ráez y Gómez (Huancayo, 19 de diciembre de 1867 - Lima, 18 de noviembre de 1918. Fue visitador de instrucción. Profesor de ciencias físicas y naturales y de francés, latín y griego en el Colegio Santa Isabel de Huancayo. Miembro de la Sociedad Geográfica de Lima, Lisboa, Barcelona y París. Subprefecto de Huanta, Tayacaja, y Prefecto de Huánuco.

## Obras
- 1892 “Huancayo (Ligeros apuntes sobre sus límites, constitución física, habitantes, caminos, etc.)”. Boletín de la sociedad Geográfica de Lima, año II, Tomo II, pp. 327 – 347.
- 1898 “Tayacaja. Monografía de esta provincia del departamento de Huancavelica”. Boletín de la sociedad Geográfica de Lima, año VIII, Tomo VIII, pp. 278 – 320.
- 1899 “Monografía de esta provincia de Huancayo”. Huancayo Imprenta del Colegio Santa Isabel.